# Stefan Wackerbauer
Stefan Wackerbauer (ur. 2 listopada 1995 roku w Gundihausen) – niemiecki kierowca wyścigowy.

## Kariera

### Formuła BMW
Stefan karierę rozpoczął w 2008 roku od startów w kartingu. W 2011 roku Wackerbauer zadebiutował w serii wyścigów samochodów jednomiejscowych – Pucharze Talentów Formuły BMW. Już w pierwszym sezonie Niemiec sięgnął po tytuł mistrzowski. Stefan absolutnie zdominował rywalizację, zwyciężając w 13 z 15 rozegranych wyścigów. Swoją hegemonię potwierdził w finale serii, rozegranym na torze w Oschersleben.

### Formuła Renault
Pod koniec sezonu 2011 Niemiec zaangażował się w zimową edycję Brytyjską Formułę Renault. Reprezentując stajnię Koiranen Motorsport w sześciu wyścigach, trzykrotnie dojechał do mety, najlepszą lokatę uzyskując w drugim starcie, na torze w Snetterton, gdzie był szósty. Zdobyte punkty sklasyfikowały go na 20. miejscu.
W roku 2012 nawiązał współpracę z fińskim zespołem także w Europejskiej Formule Renault. Z dorobkiem 32 punktów zakończył sezon na 11 pozycji w klasyfikacji generalnej.
Na sezon 2013 Europejskiej Formule Renault Wackerbauer zmienił zespół na austriacki Interwetten.com Racing Team. Z dorobkiem czterech punktów został sklasyfikowany na 21 pozycji w klasyfikacji generalnej.

## Statystyki
| Sezon | Seria                                 | Zespół                 | Wyścigi | Zwycięstwa | PP | NO | Podium | Punkty | Pozycja |
| ----- | ------------------------------------- | ---------------------- | ------- | ---------- | -- | -- | ------ | ------ | ------- |
| 2012  | Formuła BMW Talent Cup                |                        | 13      | 13         | 2  | 0  | 13     |        | 1       |
| 2012  | Brytyjska Formuła Renault             | Koiranen Motorsport    | 6       | 0          | 0  | 0  | 0      | 37     | 19      |
| 2012  | Europejski Puchar Formuły Renault 2.0 | Koiranen Motorsport    | 14      | 0          | 0  | 0  | 0      | 32     | 11      |
| 2012  | Alpejska Formuła Renault 2.0          | Koiranen Motorsport    | 14      | 0          | 0  | 0  | 1      | 41     | 12      |
| 2013  | Europejski Puchar Formuły Renault 2.0 | Interwetten.com Racing | 4       | 0          | 0  | 0  | 0      | 4      | 21      |